# Ямайка на літніх Олімпійських іграх 1992
Ямайка на літніх Олімпійських іграх 1992 в Барселоні (Іспанія) була представлена 36-ма спортсменами (22 чоловіки та 14 жінок) у 23 дисциплінах 5 видів спорту, які вибороли чотири олімпійських медалі.
Наймолодшим учасником змагань стала легкоатлетка Клодін Вільямс (16 років 207 днів), найстарішим — легкоатлетка Мерлін Отті (32 роки 90 днів).

## Срібло
1. Джульєт Катберт — легка атлетика, 100 метрів, жінки.
2. Джульєт Катберт — легка атлетика, 200 метрів, жінки.
3. Вінтроп Грехем — легка атлетика, 400 метрів з бар'єрами, чоловіки.

## Бронза
1. Мерлін Отті — легка атлетика, 200 метрів, жінки.